# セントレード証券
セントレード証券株式会社（セントレードしょうけん、英称 - Centrade Securities Co., Ltd.）は、東京都中央区に本社を置く先物系証券会社。第一種金融商品取引業を行っており、登録番号は関東財務局長（金商）第74号。2010年7月20日に現社名に変更。

## 概要
第一種金融商品取引業
- 有価証券の委託、募集・販売
  - 株式先物取引・信用取引・株価指数先物取引・株価指数オプション取引の取次ぎ等
  - 及び他の事業者の経営に関する相談に応じる業務等
- 店頭デリバティブ取引
  - 外国為替証拠金取引（FX取引）
- その他業務
  - 匿名組合の締結又はその媒介、取次ぎ若しくは代理に係る業務

取り扱っている商品は国内株式、投資信託(6本)、取引所CFD(くりっく株365)、店頭FXである。

## 沿革
- 2004年3月 - インタープラスト株式会社設立
- 2005年
  - 4月 - DTはやぶさ証券株式会社設立
  - 9月 - 日本投資者保護基金加入
  - 11月 - 日本証券業協会加入
  - 12月 - DTはやぶさ証券からG-ストック証券株式会社に社名変更
- 2006年
  - 2月 - 資本金5億円へ増資。証券保管振替機構加入
  - 12月 - 資本金6億円へ増資
- 2007年
  - 2月 - 株式会社インタープラストに行政処分
  - 9月 - 金融商品取引法の施行により金融商品取引業者として登録
- 2008年
  - 4月 - 資本金10億1,650万円へ増資
  - 8月 - インタープラストが、100%出資子会社・株式会社セントレード設立
  - 10月 - インタープラストがセントレードに金融商品取引事業を承継し、純粋持株会社となる。
  - 11月 - インタープラストが株式会社IFG（Integral Financial Group）に商号変更
  - 12月 - 資本金10億9,150万円へ増資
- 2009年3月 - 資本金3億5,000万円へ減資
- 2010年
  - 2月 - セントレードがG-ストック証券の株式を取得し、子会社化
  - 7月 - 一般社団法人金融先物取引業協会加入。株式会社セントレードを吸収合併し、セントレード証券株式会社へ社名変更。資本金4億5,000万円へ増資。FX取引の取扱を開始
- 2014年4月 - 福岡支店開設
- 2016年10月 - 北陸支店開設
- 2020年2月 - 金融先物取引業協会による処分
- 2022年3月 - 福岡支店を東京本社に統廃合
- 2024年
  - 3月 - 北陸支店を東京本社に統廃合
  - 4月 - FXオンライン取引サービス終了
- 2025年
  - 1月 - アベニールフォーチュンが100%株式取得。陳海騰が社長に就任。
  - 3月 - 本社を茅場町から現在の場所に移転。
  - 6月-元社長が特別背任容疑にて逮捕。

## 不祥事
2007年2月インタープラスト株式会社が不招請勧誘および再勧誘ならびに損失補填により東海財務局により業務停止・改善命令を受ける。同年3月には金融先物取引業協会により処分を受ける。
2020年2月には、内部管理体制に問題があるとして金融先物取引業協会により処分を受ける。
2025年6月、元社長の男が 架空の広告費約7500万円を知人の会社に支払い、キックバックを受け着服し、会社に損害を与えた容疑にて逮捕される。2024年2月に関東理財局の調査にて発覚し、翌3月に代表を解任されていた。

## 加盟団体
- 日本投資者保護基金
- 日本証券業協会 会員コード 1031
- 証券保管振替機構 加入者コード 2058
- 一般社団法人金融先物取引業協会 会員番号 1164